# Farrukh Dustov
Farrukh Dustov (22 de maio de 1986) é um tenista profissional usbeque.

## Simples: 12 (4–8)
| Legenda                   |
| ------------------------- |
| ATP Challenger Tour (4–8) |

| Posição | N. | Data              | Torneio                   | Piso    | Oponente         | Placar             |
| ------- | -- | ----------------- | ------------------------- | ------- | ---------------- | ------------------ |
| Campeão | 1. | 22 Julho 2006     | Penza, Russia             | Duro    | Chen Ti          | 5–7, 6–2, 6–4      |
| Vice    | 1. | 6 Agosto 2006     | Saransk, Russia           | Saibro  | Igor Sijsling    | 6–7(8–10), 4–6     |
| Vice    | 2. | 18 Março 2007     | Ho Chi Minh City, Vietnam | Duro    | Pavel Šnobel     | 3–6, 6–7(3–7)      |
| Vice    | 3. | 1 Abril 2007      | Saint-Brieuc, France      | Saibro  | Kristian Pless   | 3–6, 1–6           |
| Vice    | 4. | 2 Março 2008      | Wolfsburg, Alemanha       | Carpete | Louk Sorensen    | 6–7(7–9), 6–4, 4–6 |
| Campeão | 2. | 7 Agosto 2011     | Pequim, China             | Duro    | Yang Tsung-hua   | 6–1, 7–6(7–4)      |
| Vice    | 5. | 12 Agosto 2012    | Samarkand, Usbequistão    | Saibro  | Dušan Lajović    | 3–6, 2–6           |
| Vice    | 6. | 30 Setembro 2012  | Lermontov, Russia         | Saibro  | Andrey Kuznetsov | 7–6(9–7), 2–6, 2–6 |
| Campeão | 3. | 12 Maio 2014      | Samarkand                 | Saibro  | Aslan Karatsev   | 7–6(7–4), 6–1      |
| Vice    | 7. | 30 Junho 2014     | Winnetka, Illinois, EUA   | Duro    | Denis Kudla      | 2–6, 2–6           |
| Vice    | 8. | 28 Julho 2014     | Vancouver, Canadá         | Duro    | Marcos Baghdatis | 6–7(6–8), 3–6      |
| Campeão | 4. | 22 Fevereiro 2015 | Wroclaw, Polônia          | Duro    | Mirza Bašić      | 6–3, 6–4           |